# Драйсдейл, Джейми
Джейми Драйсдейл (англ. Jamie Drysdale; род. 8 апреля 2002, Торонто) — канадский хоккеист, защитник клуба «Филадельфия Флайерз».

## Карьера

### Клубная
На юниорском уровне играл за «Эри Оттерз», команду выступающую в OHL. По итогам дебютного сезона 2018/19 был лучшим среди защитников по результативности и вошёл в команду новичков лиги. В сезоне 2019/20 был менее результативен, заняв общее 10-е место среди защитников.
На драфте НХЛ 2020 года был выбран в 1-м раунде под общим 6-м номером клубом «Анахайм Дакс». Вскоре он подписал с командой трёхлетний контракт новичка. Первый матч в НХЛ сыграл 18 марта 2021 года против «Аризоны». Матч закончился победой «уток» в овертайме со счётом 3:2. В этой игре он набрал первые очки в карьере, забросив шайбу и поучаствовав в голевой атаке.
5 октября 2023 года подписал с «Дакс» новый трёхлетний контракт на общую сумму 6,9 млн долларов. 8 января 2024 года был обменян в Филадельфию на Каттера Готье.

### Международная
Играл за юниорскую сборную Канады на ЮЧМ-2019; на турнире заработал 2 очка (0+2). По итогам турнира канадцы заняли четвёртое место, уступив в матче за бронзу американцам со счётом 5:2.
В составе молодёжной сборной играл на МЧМ-2020 и МЧМ-2021, став в 2020 году чемпионом мира, а в 2021 году серебряным призёром.